# Szefowie Wysp Kerguelena
Szef Wysp Kerguelena (fr. chef de district) – reprezentant prefekta Francuskich Terytoriów Południowych i Antarktycznych na Wyspach Kerguelena. 
Wyspy Kerguelena są jednym z pięciu dystryktów Francuskich Terytoriów Południowych i Antarktycznych. Głównym zadaniem szefa dystryktu „Wyspy Kerguelena” jest kontrola i prowadzenie bazy badawczej w Port-aux-Français. Czas trwania jednej misji trwa zwykle rok.

## Lista szefów dystryktu
| Szefowie ekspedycji               | Od                          | Do                               |
| Pierre Sicaud                     | grudzień 1949 listopad 1950 | kwiecień 1950 maj 1951(ponownie) |
| F. Armengaud                      | maj 1951                    | grudzień 1951                    |
| C. Mouzon                         | grudzień 1951               | grudzień 1952                    |
| A. Prues                          | grudzień 1952               | grudzień 1953                    |
| F. Armengaud                      | grudzień 1953               | styczeń 1955                     |
| Szefowie dystryktu                | Od                          | Do                               |
| F. Armengaud                      | styczeń 1955                | listopad 1955                    |
| J. Heurgon                        | listopad 1955               | maj 1956                         |
| Pascal                            | maj 1956                    | maj 1957                         |
| Yves Jules Armand Leblond         | maj 1957                    | kwiecień 1958                    |
| Xavier Richert                    | kwiecień 1958               | grudzień 1958                    |
| F. Tessonnierre                   | grudzień 1958               | kwiecień 1959                    |
| Jean Marie Dominique Ernest       | kwiecień 1959               | listopad 1960                    |
| J.M. Roly                         | listopad 1960               | styczeń 1962                     |
| J. Heurgon                        | styczeń 1962                | grudzień 1962                    |
| J. Mercier                        | grudzień 1962               | grudzień 1963                    |
| J.M. Roly                         | grudzień 1963               | grudzień 1964                    |
| E. Moulaert                       | grudzień 1964               | grudzień 1964                    |
| H. Guichard                       | grudzień 1965               | grudzień 1966                    |
| Serge Seilhan                     | grudzień 1966               | styczeń 1968                     |
| E. Moulaert                       | styczeń 1968                | styczeń 1969                     |
| Serge Seilhan                     | styczeń 1969                | grudzień 1969                    |
| Claude Dousset                    | grudzień 1969               | styczeń 1971                     |
| Y. Arbelot-Repaire                | styczeń 1971                | grudzień 1971                    |
| Claude Dousset                    | grudzień 1971               | grudzień 1972                    |
| René Geoffroy Albert de Peyronnet | grudzień 1972               | styczeń 1974                     |
| Maurice Mahut                     | styczeń 1974                | październik 1974                 |
| H. Amar                           | październik 1974            | kwiecień 1975                    |
| R. Meunier                        | kwiecień 1975               | styczeń 1976                     |
| R. Buntz                          | styczeń 1976                | styczeń 1977                     |
| S. Paris                          | styczeń 1977                | styczeń 1978                     |
| G. Sala                           | styczeń 1978                | grudzień 1978                    |
| J.-P. Gestin                      | grudzień 1978               | styczeń 1980                     |
| G. Moncot                         | styczeń 1980                | styczeń 1981                     |
| Claude Chaufriasse                | styczeń 1981                | grudzień 1981                    |
| J. Tournier                       | grudzień 1981               | grudzień 1982                    |
| M. Lesueur                        | grudzień 1982               | listopad 1983                    |
| M. Rouille                        | listopad 1983               | listopad 1984                    |
| C. Steiner                        | listopad 1984               | listopad 1985                    |
| R. Canevet                        | listopad 1985               | listopad 1986                    |
| C. Debrieux                       | listopad 1986               | grudzień 1987                    |
| E. Farlegni                       | grudzień 1987               | listopad 1988                    |
| G. Le Noc                         | listopad 1988               | grudzień 1989                    |
| J.C. Vaillant                     | grudzień 1989               | listopad 1990                    |
| A. Duret-Nauche                   | listopad 1990               | grudzień 1991                    |
| J. Serra                          | grudzień 1991               | listopad 1992                    |
| A. Dupe                           | listopad 1992               | listopad 1993                    |
| Michel Engler                     | lipiec 1994                 | listopad 1994                    |
| A. Duret-Nauche                   | listopad 1994               | sierpień 1995                    |
| Gilles Kerlidou                   | sierpień 1995               | listopad 1995                    |
| Michel Engler                     | listopad 1995               | kwiecień 1996                    |
| Gilles Kerlidou                   | kwiecień 1996               | grudzień 1996                    |
| Michel Engler                     | grudzień 1996               | marzec 1997                      |
| A. Duret-Nauche                   | marzec 1997                 | grudzień 1997                    |
| Marc Mottet                       | grudzień 1997               | sierpień 1998                    |
| Michel Béal                       | sierpień 1998               | marzec 1999                      |
| Bruno Navez                       | marzec 1999                 | listopad 1999                    |
| Thierry Micol                     | listopad 1999               | listopad 2000                    |
| Jean-François Vanacker            | listopad 2000               | listopad 2001                    |
| Joël Salaun                       | listopad 2001               | listopad 2002                    |
| Roger Rolland                     | listopad 2002               | wrzesień 2003                    |
| François Grosvalet                | wrzesień 2003               | wrzesień 2004                    |
| Didier Drouet                     | wrzesień 2004               | wrzesień 2005                    |
| Philippe Le Prieur                | wrzesień 2005               | wrzesień 2006                    |
| Marie France Roy                  | wrzesień 2006               | wrzesień 2007                    |
| Yann Libessart                    | wrzesień 2007               | 2 września 2008                  |
| Frédéric Martineau                | 2 września 2008             | wrzesień 2009                    |
| Nathalie Deschamps                | wrzesień 2009               | wrzesień 2010                    |
| Marc Bertrand                     | wrzesień 2010               | wrzesień 2011                    |
| Patrick Haon                      | wrzesień 2011               | wrzesień 2012                    |
| Jean-François Vanacker            | wrzesień 2012               | wrzesień 2013                    |
| Christian Fressignac              | wrzesień 2013               | 7 września 2014                  |
| Yves Plaquevent                   | 7 września 2014             | nadal                            |